# Puente Overtoun

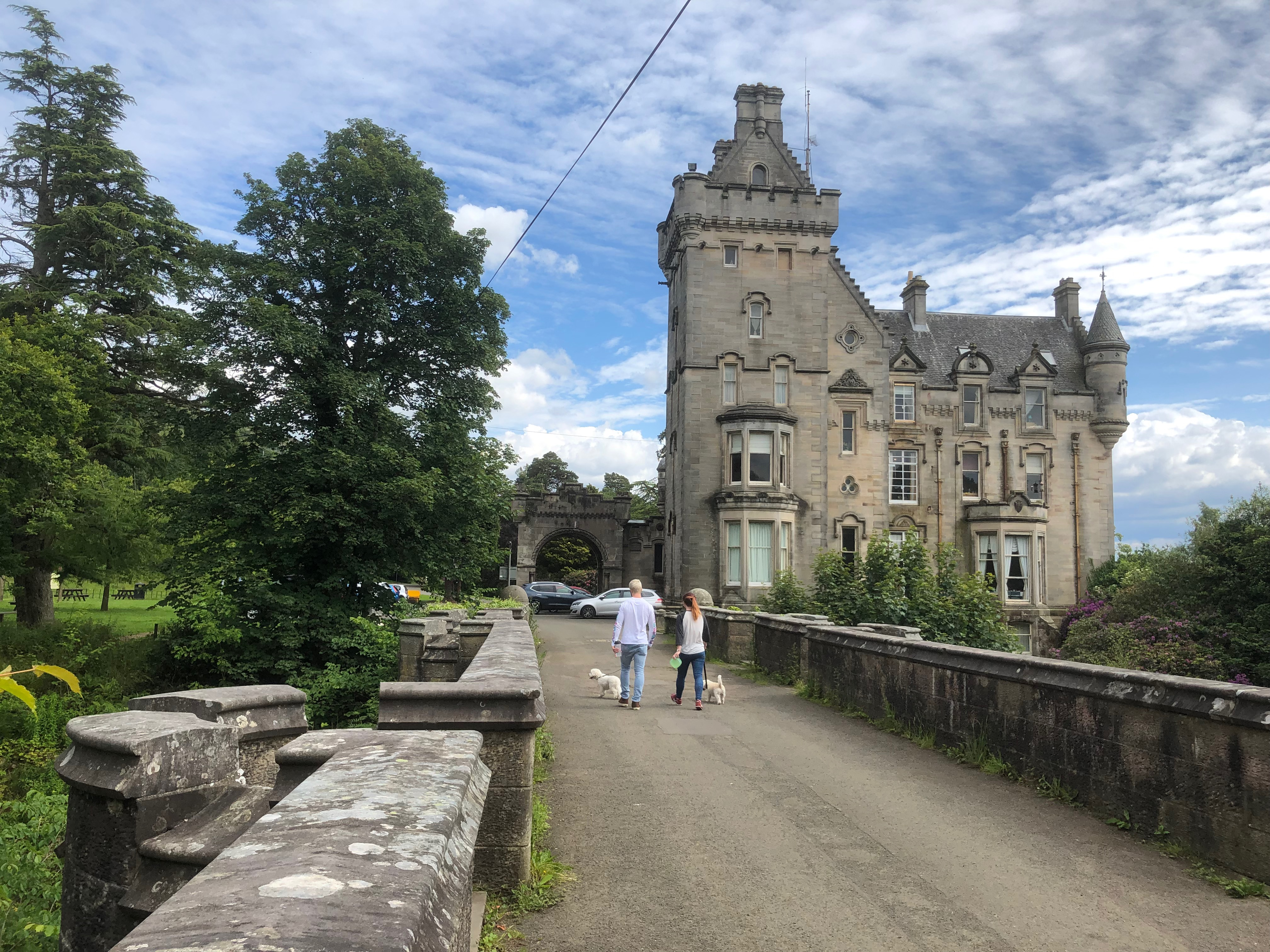
El Puente Overtoun, en la aproximación a la Casa Overtoun.

El Puente Overtoun es una estructura de categoría B sobre el arroyo Overtoun en el camino de acceso a la Casa Overtoun, cerca de Dumbarton en West Dunbartonshire, Escocia. Fue completado en 1895 con un diseño del arquitecto paisajista Henry Ernest Milner.
Desde 2005, ha tenido publicidad en los medios de comunicación por medio de informes que afirman que varios perros se habían caído o saltado desde el puente, resultando heridos o muertos al aterrizar en las rocas a 50 pies (15 metros) por debajo, por lo que algunos lo llaman "El Puente de los Perros Suicidas". El puente también ha sido el sitio de un asesinato y un intento de suicidio. Ha habido informes de fantasmas u otras causas sobrenaturales; los investigadores han descrito la historia de los perros que se suicidan desde del puente como un ejemplo de folclore o una leyenda urbana. Las explicaciones naturales incluyen que los perros se sienten atraídos por el olor o los sonidos de los animales en la maleza y pierden el equilibrio en las superficies inclinadas del parapeto del puente.

## Historia y construcción.

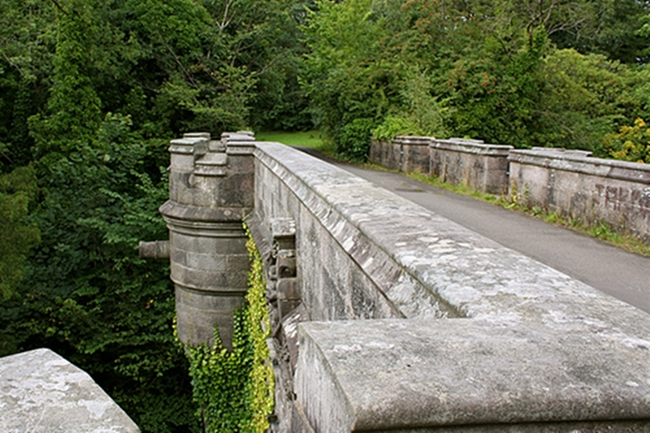
Puente de Overtoun.

Lord Overtoun heredó la Casa Overtoun y la finca en 1891. Compró la finca vecina Garshake, al oeste de sus tierras, en 1892. Los coches no podían acceder a la mansión Overtoun a lo largo de la antigua carretera de acceso oriental ya que la pendiente era demasiado empinada. El trabajo comenzó en la construcción de un nuevo camino de entrada tan pronto como se adquirió Garshake.
Diseñado por el ingeniero civil y arquitecto paisajista Henry Ernest Milner, el puente se construyó con sillar de cara rugosa y se completó en junio de 1895. Se compone de tres arcos: un gran arco central que abarca un profundo valle en la parte inferior del cual fluye el arroyo Overtoun, flanqueado a cada lado por arcos peatonales más pequeños y más bajos.

## Muertes inexplicables de perros

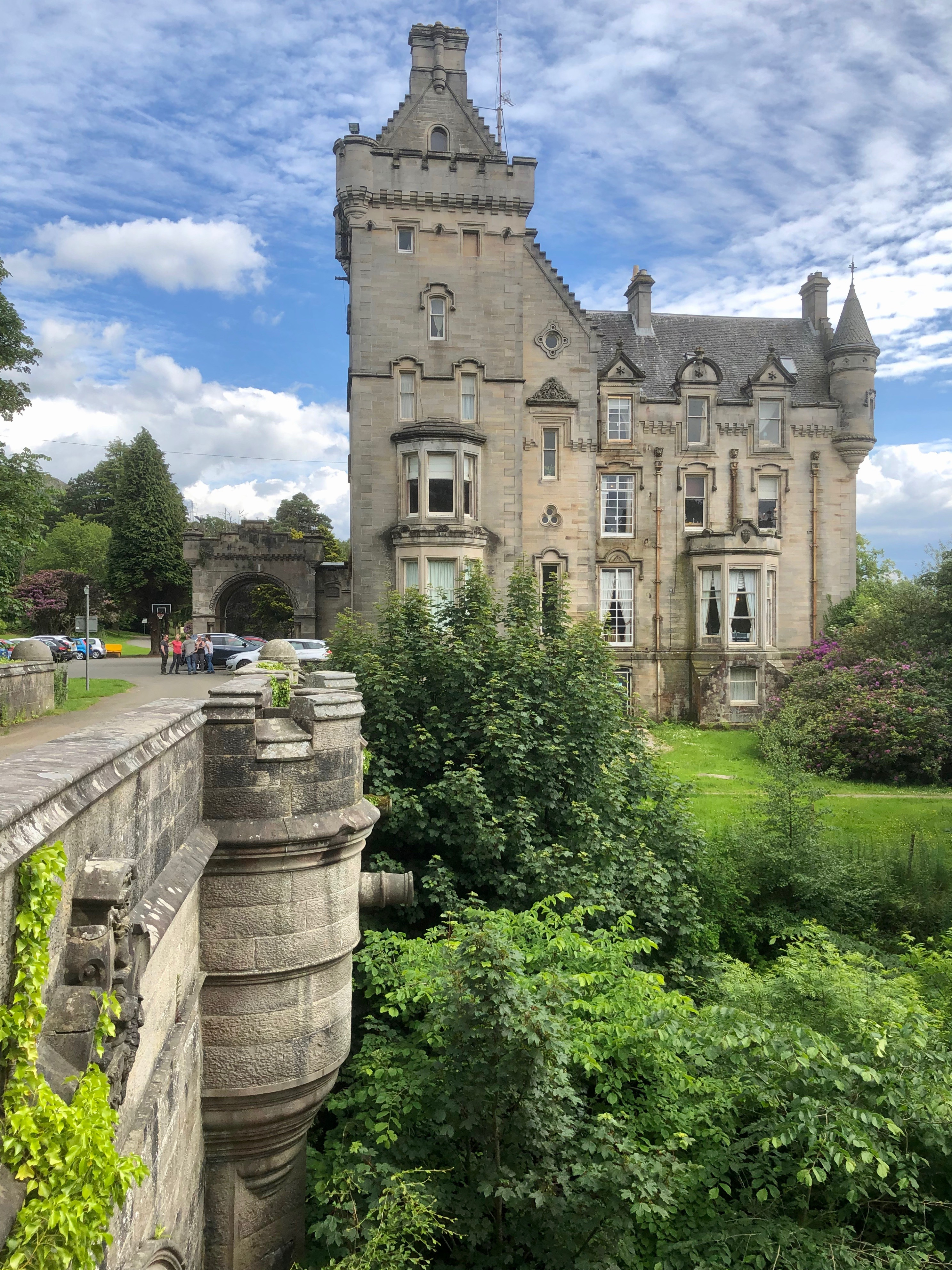
El puente atraviesa un profundo barranco.

Según Glasgow Skeptics, una historia de perros saltando a la muerte desde este puente ha estado en Internet desde aproximadamente 2005, mencionada cuando al pasar en un foro sobre lugares ocultos en Glasgow. La historia ganó prominencia en 2006 cuando el Daily Mail escribió un artículo al respecto. Desde entonces, las muertes reportadas han recibido atención de los medios internacionales, sin embargo es tan sólo una leyenda urbana.
El psicólogo canino David Sands examinó los factores de la vista, el olfato y el sonido de los perros y llegó a la conclusión de que, aunque no era una respuesta definitiva, el suelo y el follaje aparentemente parejo enmascaran la caída del otro lado, especialmente para los perros con su punto de vista más bajo, y hace que parezca que toda el área es un solo plano. Eso, combinado con el olor de la orina de visón macho, posiblemente esto atraía a los perros a saltar al otro lado. Un cazador local, John Joyce, que ha vivido en el área durante 50 años, no estuvo de acuerdo con la "teoría del olor" y dijo en 2014: "No hay visón por aquí. Puedo decirlo con absoluta certeza".
Las muertes caninas han provocado informes de actividad paranormal en el puente. El investigador paranormal Brian Dunning preguntó si es posible que un perro cometa un "suicidio premeditado", a lo que David Sands declaró que "es imposible para ellos cometer lo que los humanos llamaríamos suicidio". David Sexton, de la Royal Society for the Protection of Birds and Wildlife, investigó más el puente y descubrió que el extremo del puente que se dice que los perros "favorecen" contiene "nidos de ratones, ardillas y visones". Sands organizó un experimento con diez perros en "un campo preparado con botes que contenían olor a ratón, ardilla y visón; uno de los perros fue al olor a ardilla, dos prefirieron jugar con sus amos, y los siete restantes todos fueron directo al aroma de visón, muchos de ellos de manera bastante dramática".
En 2019, los propietarios de la Casa Overtoun, Bob y Melissa Hill, fueron entrevistados para The New York Times. Dijeron que en los 17 años que habían vivido allí habían visto una serie de perros que se agitaron, saltaron y cayeron del puente. Bob Hill, un pastor de Texas, dio una explicación natural: "Los perros captan el aroma del visón, las martas de pino u otra cosa y luego saltan a la pared del puente, y como es estrecha, simplemente caen desde allí". Al mismo tiempo, pensó que los terrenos de la casa tenían una calidad espiritual, y que lo sobrenatural era común en la vida de las personas en Escocia.

## Otros eventos
En octubre de 1994, un hombre con síntomas agudos de esquizofrenia llamado Kevin Moy arrojó a su hijo de dos semanas desde el puente porque creía que su hijo era una encarnación del Diablo. Luego intentó suicidarse varias veces, primero intentando saltar del mismo puente y luego cortándose las muñecas.